# Triadica sebifera
Triadica sebifera és un arbre natiu de l'est d'Àsia, associat amb l'est de la Xina, Taiwan i Japó. Ha estat introduït a Amèrica. A les regions de distribució natural, la coberta greixosa de les llavors és usada per la fabricació d'espelmes i la manufactura de sabó, i les seves fulles poden ser usades per a tractar furóncols com a planta medicinal. La planta i, especialment, les fulles, són tòxiques, fins i tot les mateixes fulles caduques caigudes ho són. Els epítets específics sebifera i sebiferum signifiquen "cerós" i fa referència al sèu vegetal que cobreix llavors.

## Característiques físiques
Les fulles simples i caduques d'aquest arbre, són alternes, amples, de forma ròmbica a oval i amb vores suaus, en forma de cor, i a vegades amb una cua estesa que recorda a l'espècie Ficus religiosa. Les fulles són verd brillants al feix, i més pàl·lides al revers. A la tardor prenen tons brillants grocs, taronges, porpres i vermells. És una espècie diclina monoica, que produeix flors mascle i femella al mateix fust.
Les fulles verd ceroses passen a verd groguenc, i tenen flors blanques. Les flors es troben disposades en inflorescències terminals de 2 dm de llarg. Verd clares, aquestes flors són molt conspícues a la primavera. Cada pistil de les flors femelles és solitari i té un ovari trilobulat, tres estils, i no té pètals. Estan en curtes branques a la base de la punta. Els estams (mascle) es troben en grups a l'extrem de la inflorescència.
Els fruits són trilobulats i les càpsules són trivalvades. Quan una càpsula madura, el seu color canvia de verd a marró fosc. Les parets de la càpsula cauen i allibera cada càpsula tres llavors globoses amb un sèu blanc que la recobreix. Les llavors normalment pengen de les plantes durant diverses setmanes. A Amèrica del Nord les flors maduren d'abril a juny i la fruita madura de setembre a octubre.

## Distribució i hàbitat
Apareix al sud-est dels EUA. Va ser introduïda a l'època colonial i es va naturalitzar a Carolina del Sud, al llarg de l'oceà Atlàntic i tot el Golf de Mèxic, on creix profusament.
Tot i que la planta està llistada com una mala herba tòxica a molts estats, encara es ven a jardineria com a arbre ornamental. No té una preferència específica en relació al tipus de sòl o drenatge, però no pot viure a l'ombra. Creix a tot Japó, i és raonablement dur.

## Usos

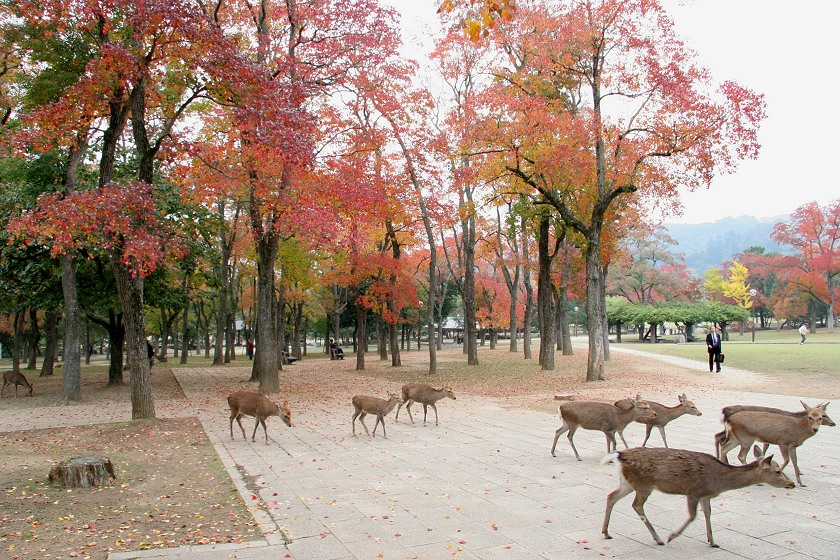
Sapium sebiferum a la tardor, Japó.

La cera de les llavors és collida col·locant-les en aigua calenta, i banyant les seves superfícies amb l'aigua. Encara que altres parts de la planta són tòxiques, la cera no, i pot usar-se com a reemplaçament de l'oli vegetal per a coure.
El nèctar tampoc és tòxic, i és molt bo com a flora apícola per a l'apicultura. La mel no és d'alta qualitat, sent venuda com a grau de forn de pa, però produeix copiosament en èpoques estèrils de l'any, quan la majoria de les floracions de primavera han cessat. Als estats de la costa del Golf els apicultors migren amb les seves bresques de cera per ubicar bons arbres prop del mar.
És un arbre molt ornamental, de ràpid creixement i de bona ombra. És apreciat pel seu abundant i espectacular fullatge de tardor.